# Gaultheria praticola
Gaultheria praticola là một loài thực vật có hoa trong họ Thạch nam. Loài này được C.Y.Wu mô tả khoa học đầu tiên năm 1981.